# Akyttara
Akyttara es un género de arañas cazadoras de hormigas del orden Araneae. Fue descrito por Rudy Jocqué en 1987.

## Especies
- Akyttara akagera Jocqué, 1987
- Akyttara homunculus Jocqué, 1991
- Akyttara mahnerti Jocqué, 1987
- Akyttara odorocci Ono, 2004
- Akyttara ritchiei Jocqué, 1987